# Gu Wei
Gu Wei (en chino: 顧薇; 25 de abril de 1986) es una deportista china que compitió en halterofilia. Ganó una medalla de oro en el Campeonato Mundial de Halterofilia de 2005, en la categoría de 58 kg.

## Palmarés internacional
| Campeonato Mundial | Campeonato Mundial | Campeonato Mundial | Campeonato Mundial |
| Año                | Lugar              | Medalla            | Categoría          |
| ------------------ | ------------------ | ------------------ | ------------------ |
| 2005               | Doha (Catar)       | Medalla de oro     | 58 kg              |